# Mesochorus angustistigmatus
Mesochorus angustistigmatus là một loài tò vò trong họ Ichneumonidae.